# Saoudjo Gadjama
Saoudjo Gadjama est une localité du Cameroun située dans l'arrondissement de Bogo, le département du Diamaré et la région de l’Extrême-Nord. Elle fait partie du canton de Saoudjo qui compte quatre villages.

## Population
En 1975, la localité comptait 36 habitants, des Peuls.
Lors du recensement de 2005, on y a dénombré 244 personnes.